# Frankovics György
Frankovics György (horvátul: Đuro Franković; Drávafok, 1945. február 9. – Pécs, 2016. október 9.) magyarországi horvát etnográfus, író, tudós, publicista.

## Életrajza
Lakocsán élt, a Szerbhorvát Gimnáziumba járt Budapestre, ezután a pécsi tanárképzőn tanult jugoszláv történelmet.
A Mandóki László Baranya Megyei Néprajzi múzeum támogatásával, Frankovics György több horvát kulturális emlékeit gyűjtötte össze, amellyel gazdagította a múzeum anyagát.

## Művei
A műveinek többsége a magyarországi horvátok életét és kultúráját mutatja be. Néhány műve Zrínyi Miklósról szól.
Magyar műveket fordít horvátra.
Tankönyveket is ír (Narodnopis, 2001.)
- Drvo nasred Podravine: usmene pripovijetke , 1986. (prireditelj)
- Zlatne niti : usmene pripovjetke iz Podravine , 1989.
- Etnografija Južnih Slavena u Mađarskoj, 1993.
- Taši, taši, tanana!: dječje igre, pjesme, brojalice, uspavanke, brzalice i rugalice, 1994.
- Đulićima raku iskopaše: (balade i romance), 1995. (urednik izdanja)
- Etnološke studije iz života Hrvata u Mađarskoj , 1996.
- Legende o kršćanskim mučenicima: sv. Kata, sv. Andrija, sv. Barbara, 1997.
- Opjevana Sigetska bitka prije 430 godina i ban Zrinski, 1997.
- Šalje pismo Sibinjanin Janko: (narodne pripovijetke, prepričane junačke pjesme i predanja Andrije Hidega iz Marinaca u Mađarskoj), 1998.
- Krikus-Krakus: (pučke usmene erotične, šaljive, biblijske i životne pripovijetke iz Podravine u Mađarskoj), 1999.
- Na vo mlado ljeto: godišnji običaji Hrvata u Mađarskoj, 1999.
- Ljub' me diko, al' neka s večera...: bećarci Hrvata u Mađarskoj , 2002.
- Zrínyi énekek és feljegyzések, 2002.
- Sanak snila budimska kraljica...: [epske pjesme i balade Hrvata u Mađarskoj), 2004. (urednik)
- U blagovaonici Nikole Zrinskog, kapetana kraljevske tvrđave u Sigetu, 2005.
- Motiv Isusove krvi u molitvicama poglavito mađarskih Hrvata , 2006.
- Sveci zaštitnici vinograda, poglavito u mađarskih Hrvata , 2006.
- Arbor vitae doseže do neba: pjesništvo Marije Gregeš , 2006.
- Začetnik dramske književnosti u bačkih Hrvata: Ivan Petreš : (1876.-1937.), 2006.
- Boj pod Sigetom opjevali su i Slovaci , 2006.
- Pučko pjesništvo pomurskih Hrvata , 2006.

## Külső hivatkozások
- Dom i svijet br.288/2000. Željka Lešić: Ponovo otkrivena baština Hrvata, 20. ožujka 2000.